# Yo Uematsu
Yo Uematsu (上松 瑛 Uematsu Yo?), född 12 september 1991 i Kyoto prefektur, är en japansk fotbollsspelare.
Uematsu började sin karriär 2014 i Briobecca Urayasu. Han spelade 84 ligamatcher för klubben. 2018 flyttade han till Gainare Tottori.